# Tomás Gonçalves

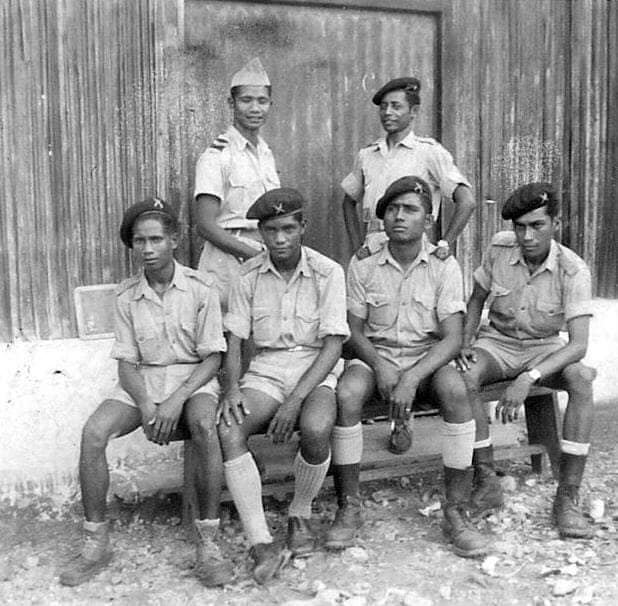
Tomás Gonçalves (sitzend, 2 v. r.) in der portugiesischen Armee (zwischen 1962 und 1965)

Tomás Aquino Gonçalves (* 1944) ist ein ehemaliger osttimoresisch-indonesischer Administrator und Milizionär.

## Werdegang
Gonçalves war Angehöriger der Ethnie der Kemak. Er war der Sohn von Guilherme Gonçalves, dem letzten  Koronel bote (Tetum: Liurai, timoresische Herrscher) von Atsabe und 1974 Mitbegründer der Partei APODETI. Die Partei strebte am Ende der Kolonialzeit einen Anschluss Portugiesisch-Timors an Indonesien an. Ab August 1974 wurden 216 Kämpfer der APODETI in der indonesischen Grenzstadt Atambua von den Streitkräften Indonesiens zu Partisanen ausgebildet und ausgerüstet. Tomás Gonçalves wurde Führer der Kämpfer und Vertreter der APODETI im indonesischen Westtimor. Im September traf er in Jakarta den Oberbefehlshaber der Streitkräfte, General Maraden Panggabean. Im Bürgerkrieg in Osttimor und im Rahmen der Operation Flamboyan wurden die APODETI-Kämpfer in Osttimor im Vorfeld der eigentlichen indonesischen Invasion am Ende des Jahres eingesetzt.
Nach der international nicht anerkannten Annexion Osttimors war Tomás Gonçalves von Mai 1976 bis 1984 Regierungspräsident (Bupati) seines Heimatdistrikts Ermera und 1998 Chef der 400 Mann starken Miliz Railakan, die die indonesischen Streitkräfte im Kampf gegen die FALINTIL, der Guerilla der Unabhängigkeitsbewegung. Als im März 1999 auf einer Konferenz mit indonesischem Militär und Gouverneur José Abílio Osório Soares verkündet wurde, dass im Rahmen der Operation Donner nun Unabhängigkeitsaktivisten, ihre Familien und katholische Geistliche ermordet werden sollten, sprach sich Gonçalves nach eigenen Aussagen dagegen aus. Daraufhin musste er im April 1999 nach Macau fliehen.